# العلاقات الألبانية القبرصية
العلاقات الألبانية القبرصية هي العلاقات الثنائية التي تجمع بين ألبانيا وقبرص.

## مقارنة بين البلدين
هذه مقارنة عامة ومرجعية للدولتين:
| وجه المقارنة                                              | ألبانيا                                                    | قبرص                                                                 |
| --------------------------------------------------------- | ---------------------------------------------------------- | -------------------------------------------------------------------- |
| المساحة (كم2)                                             | 28.75 ألف                                                  | 9.24 ألف                                                             |
| عدد السكان (نسمة)                                         | 3.02 مليون                                                 | 1.14 مليون                                                           |
| الكثافة السكانية (ن./كم²)                                 | 105.04                                                     | 123.38                                                               |
| العاصمة                                                   | تيرانا                                                     | نيقوسيا                                                              |
| اللغة الرسمية                                             | اللغة الألبانية                                            | اليونانية الحديثة، اللغة التركية، لغة يونانية                        |
| العملة                                                    | ليك ألباني                                                 | يورو، جنيه قبرصي                                                     |
| الناتج المحلي الإجمالي (بليون دولار)                      | 13.04 مليار                                                | 21.65 مليار                                                          |
| الناتج المحلي الإجمالي (تعادل القوة الشرائية) بليون دولار | 33.17 مليار                                                | 26.73 مليار                                                          |
| الناتج المحلي الإجمالي الاسمي للفرد دولار أمريكي          | 3.94 ألف                                                   | 23.24 ألف                                                            |
| الناتج المحلي الإجمالي للفرد دولار أمريكي                 | 11.11 ألف                                                  | 30.24 ألف                                                            |
| مؤشر التنمية البشرية                                      | 0.764                                                      | 0.850                                                                |
| رمز المكالمات الدولي                                      | +355                                                       | +357                                                                 |
| رمز الإنترنت                                              | .al                                                        | .cy                                                                  |
| المنطقة الزمنية                                           | توقيت وسط أوروبا، ت ع م+01:00، ت ع م+02:00، أوروبا/تيرانا ‏ | ت ع م+02:00، ت ع م+03:00، توقيت شرق أوروبا، توقيت شرق أوروبا الصيفي ‏ |

## مدن متوأمة
في ما يلي قائمة باتفاقيات التوأمة بين مدن ألبانية وقبرصية:
- ترتبط سارنده مع Larnaca Municipality  [لغات أخرى]‏ باتفاقية توأمة منذ 11 يوليو 1994.[15]

## منظمات دولية مشتركة
يشترك البلدان في عضوية مجموعة من المنظمات الدولية، منها:
| علم المنظمة | اسم المنظمة                               | تاريخ انضمام ألبانيا | تاريخ انضمام قبرص |
| ----------- | ----------------------------------------- | -------------------- | ----------------- |
|             | الاتحاد البريدي العالمي                   | ?                    | ?                 |
|             | يونسكو                                    | 16 أكتوبر 1958       | 6 فبراير 1961     |
|             | مؤسسة التنمية الدولية                     | 15 أكتوبر 1991       | 2 مارس 1962       |
|             | منظمة حظر الأسلحة الكيميائية              | ?                    | ?                 |
|             | منظمة التجارة العالمية                    | ?                    | ?                 |
|             | الأمم المتحدة                             | 14 ديسمبر 1955       | 20 سبتمبر 1960    |
|             | وكالة ضمان الاستثمار متعدد الأطراف        | 15 أكتوبر 1991       | 12 أبريل 1988     |
|             | منظمة الشرطة الجنائية الدولية             | ?                    | ?                 |
|             | مؤسسة التمويل الدولية                     | 15 أكتوبر 1991       | 2 مارس 1962       |
|             | الاتحاد الدولي للاتصالات                  | 2 يونيو 1922         | 24 أبريل 1961     |
|             | البنك الدولي للإنشاء والتعمير             | 15 أكتوبر 1991       | 21 ديسمبر 1961    |
|             | مجلس أوروبا                               | ?                    | ?                 |
|             | منظمة الأمن والتعاون في أوروبا            | 19 يونيو 1991        | 25 يونيو 1973     |
|             | المركز الدولي لتسوية المنازعات الاستشارية | 14 نوفمبر 1991       | 25 ديسمبر 1966    |
|             | المنظمة الأوروبية لسلامة الملاحة الجوية   | 2002                 | 1991              |

## وصلات خارجية
- موقع وزارة الخارجية الألبانية
- موقع وزارة الخارجية القبرصية